# Alnö IF damfotboll
Alnö IF damfotboll är en damsektion för fotboll inom Alnö IF.  Alnö IF spelade i Division I, då Sveriges högsta serie, åren 1978-1984. 1978 vann Alnö IF Division I Södra Norrland. 
1983 gick klubben gick till final i Svenska cupen, där de förlorade med 2-5 mot Jitex BK.
Karin Ödlund är klubbens främste spelare genom tiderna med totalt 31 matcher (13 mål) i svenska landslaget, och EM-guld 1984.